# Stolpabergs naturreservat
Stolpaberg är ett naturreservat  i Vetlanda kommun i Jönköpings län i Småland.
Området är skyddat sedan 2006 och är 137 hektar stort efter att det utökats 2017. Det är beläget 2 kilometer väster om Lemnhults kyrka och består bland annat av variationsrik barrnaturskog.

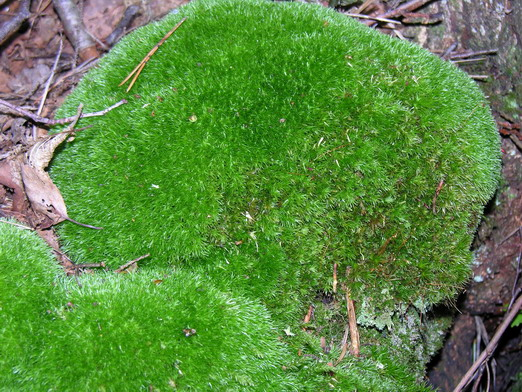
Blåmossa

Själva berget Stolpaberg reser sig 290 meter över havet och är täckt av gammal tallskog. Runt kring berget växer växer framför allt äldre granskog men där finns även gransumpskog, tallmyr, lövträd och lite yngre skogar av gran eller tall. En del döda träd förekommer. Naturreservatet kantas i väster av Hultamyren och i öster av Långemossen.  I området växer bland annat blåmossa och den rödlistade svampen ullticka.
Stolpaberg ligger i ett barrträdsdominerat landskap med flera skyddade områden inom 5 km avstånd, bland annat naturreservaten Stora och Lilla Fly samt Svarta håls vildmark.